# Барбарано-Вичентино
Барбарано-Вичентино (итал. Barbarano Vicentino) — коммуна в Италии, располагается в провинции Виченца области Венеция.
Население составляет 3958 человек, плотность населения составляет 208 чел./км². Занимает площадь 19 км². Почтовый индекс — 36021. Телефонный код — 0444.
В коммуне 15 августа особо празднуется Успение Пресвятой Богородицы. Также имеется Храм Успения Пресвятой Богородицы (Барбарано-Вичентино).